# Malatesta da Verucchio
Malatesta I da Verrucchio, (1212-Rimini 1312) fou fill de Malatesta della Penna. Apareix a la Divina Comèdia de Dante on se'l anomena el Mastin Vecchio.
Fou senyor de Pennabilli, Verrucchio, Roncofreddo, Scorticata, Poggio dei Berni, Ciola dei Malatesti, Montegelli, Rontagnano, Savignano di Rigo, Pietra dell'Uso, Montebello, Montepetra i Strigara des del 1248 (amb 36 anys). Vicari de l'arquebisbe de Ravenna al Castell de Savignano al Rubicone el 1261. El 1262 fou podestà de Rímini (abril) per un any (fins al 1263).
Fou investit amb la meitat del comtat de Chiaggiolo el 8 de juny de 1262 pel comte de Romanya en nom de l'abat de Sant’Ellero di Galeata, i de l'altra meitat per l'arquebisbe de Ravenna el 1263, en violació dels drets del darrer comte (el que fou arreglat mitjançant un arrengament a Urbino el 29 d'agost de 1269, complementada amb l'enllaç del fill de Malatesta I, Paolo).
Fou vicari del rei de Nàpols a Florència del juliol de 1268 al gener del 1270, i durant aquest temps capità de l'exèrcit del rei de Nàpols. El 1283 fou nomenat senyor de Gradara, que abans posseïen els Del Griffo de Pesaro.
Fou senyor sobirà de Pesaro del 1285 al juny del 1294, i altra vegada el 1295 (fins al 1304), i va arribar a la senyoria de Rimini el 13 de desembre de 1295 (amb 83 anys).
Va morir el 1312 a l'edat de 100 anys.
Es va casar tres vegades, la primera amb una filla de Guglielmo di Enrichetto; la segona (el 1248) amb Concòrdia Pandolfini, filla del cavaller Arrighetto dels Pandolfini da Vicenza, vescomte imperial de la Campagna Riminesa; i per tercera vegada el 25 de juliol de 1266 amb Margherita Paltinieri. Va deixar nou fills: Rengarda (casada amb Francesc I Manfredi senyor de Faenza i Imola, morta abans del 1311), Gianciotto Malatesta, Malatestino dall'Occhio, Paolo il Bello, Rambert Malatesta el canonge, Magdalena (casada amb Bernardino da Polenta dels senyors de Ravenna i senyor de Cervia), Pandolf I Malatesta, Simona (casada amb Marco di Cunio i per segona vegada amb el comte Malatesta Montefeltro de Pietrarubbia, morta després del 1355) i Giuliozzo Malatesta (fill natural)